# Musée des Arts turcs et islamiques
Le Musée des Arts turcs et islamiques (en turc : Türk ve İslam Eserleri Müzesi) est un musée situé sur la place Sultanahmet dans le district de Fatih d'Istanbul, en Turquie. Fondé en 1914, il a été le premier musée d'art islamique de l'Empire ottoman.

## Bâtiment
Construit en 1524, le bâtiment était autrefois le palais de Pargalı Ibrahim Pacha, qui était le deuxième grand vizir de Soliman le Magnifique, et on pensait autrefois qu'il était le mari de la sœur du sultan, Hatice Sultan.
Après sa mort en 1536, le bâtiment a servi de siège à l'école des janissaires, de résidence diplomatique, de centre financier, de salle de couture et même de prison avant d'être abandonné et de se délabrer progressivement.
En 1970, il a été restauré et depuis 1983, il abrite le Musée d'art turc et islamique, qui était auparavant situé dans la cuisine (imaret) de la mosquée Süleymaniye. Le musée a reçu un prix du Conseil de l'Europe en 1984 et un prix UNESCO en 1985. Il a été restauré à partir de 2012 et a rouvert en 2014.

## Collection
Le musée contient une riche collection de presque toutes les régions et de presque toutes les époques de l'art islamique du VIIe siècle au XXe siècle.
Le musée abrite la plus vaste et, en raison de sa qualité, l'une des plus importantes collections de tapis du monde avec environ 1700 exemplaires, dont de nombreux kilims ainsi que de rares tapis Seldjoukides.
La collection comprend également des exemples notables de manuscrits en calligraphie arabe, des faïences et céramiques      (céramiques d'Iznik...), des peintures miniatures persanes, des sculptures sur bois et sur pierre, et des manuscrits du Coran. Les ferronneries du musée couvrent une période de 800 ans, allant des astrolabes almohades aux heurtoirs seldjoukides en forme de dragon, des chandeliers anatoliens, des bassins mamelouks aux décorations de turbans ottomans, encensoirs, cruches, étendards et couverts de table. Enfin le musée héberge également des collections ethnographiques sur diverses cultures en Turquie, en particulier des tribus nomades. Ces expositions recréent des pièces ou des logements de différentes périodes et régions.

## Voir également
- Sultanahmet
- Musée d'archéologie d'Istanbul
- Musée d'Art moderne d'Istanbul
- Palais de Topkapi

## Galerie

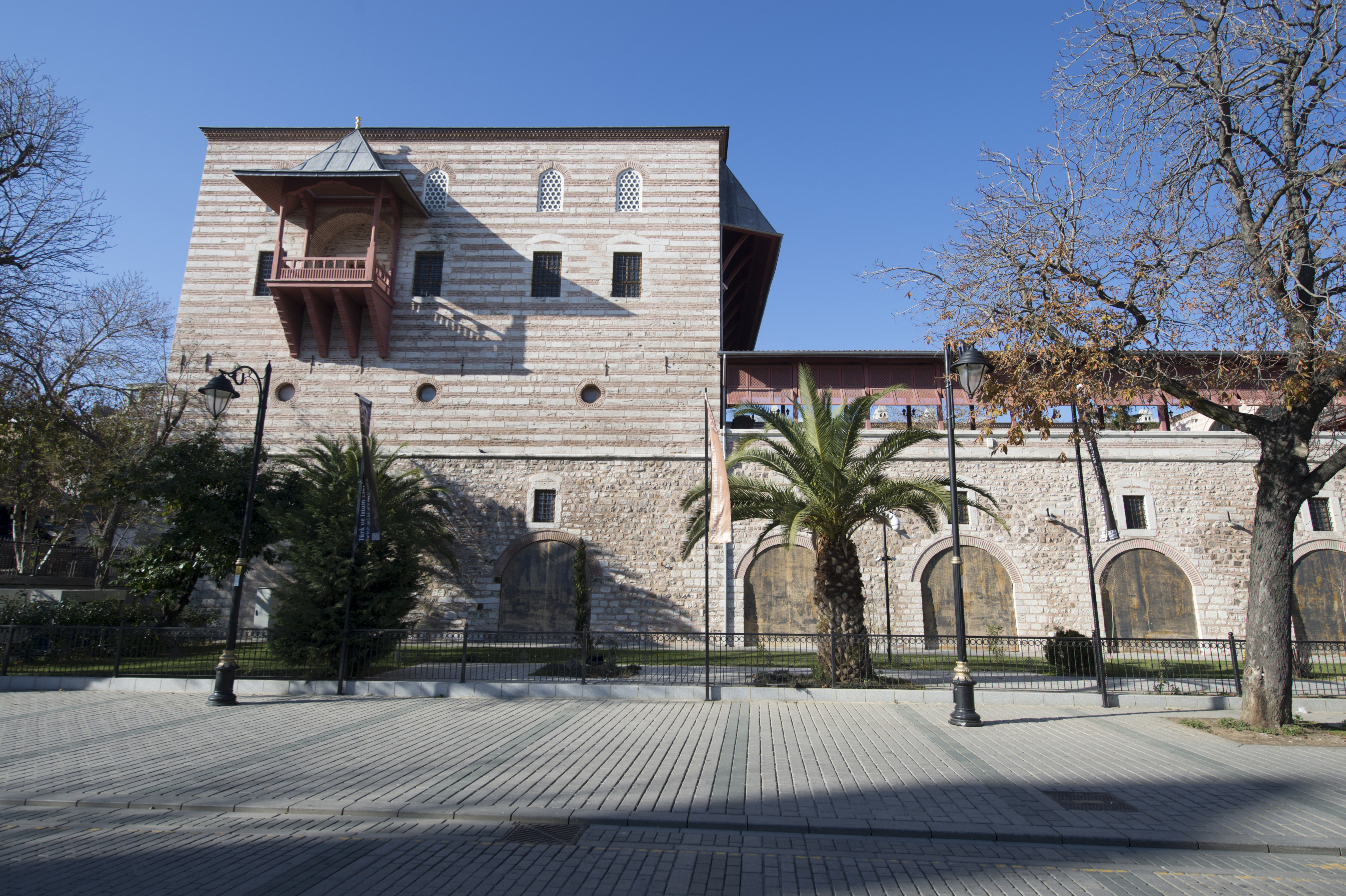
Extérieur du musée
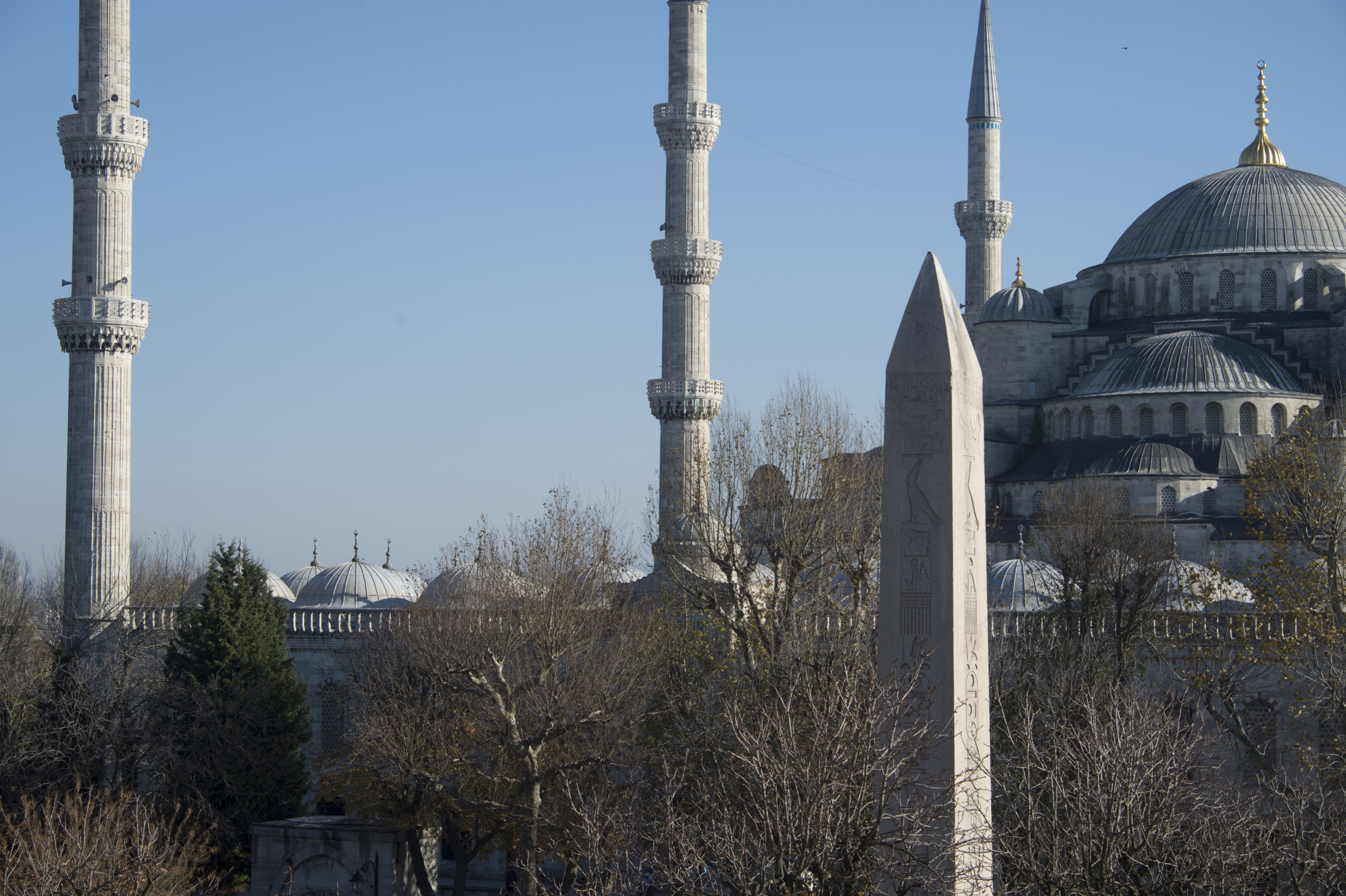
Vue depuis le balcon du musée
Tuile représentant la Kaaba
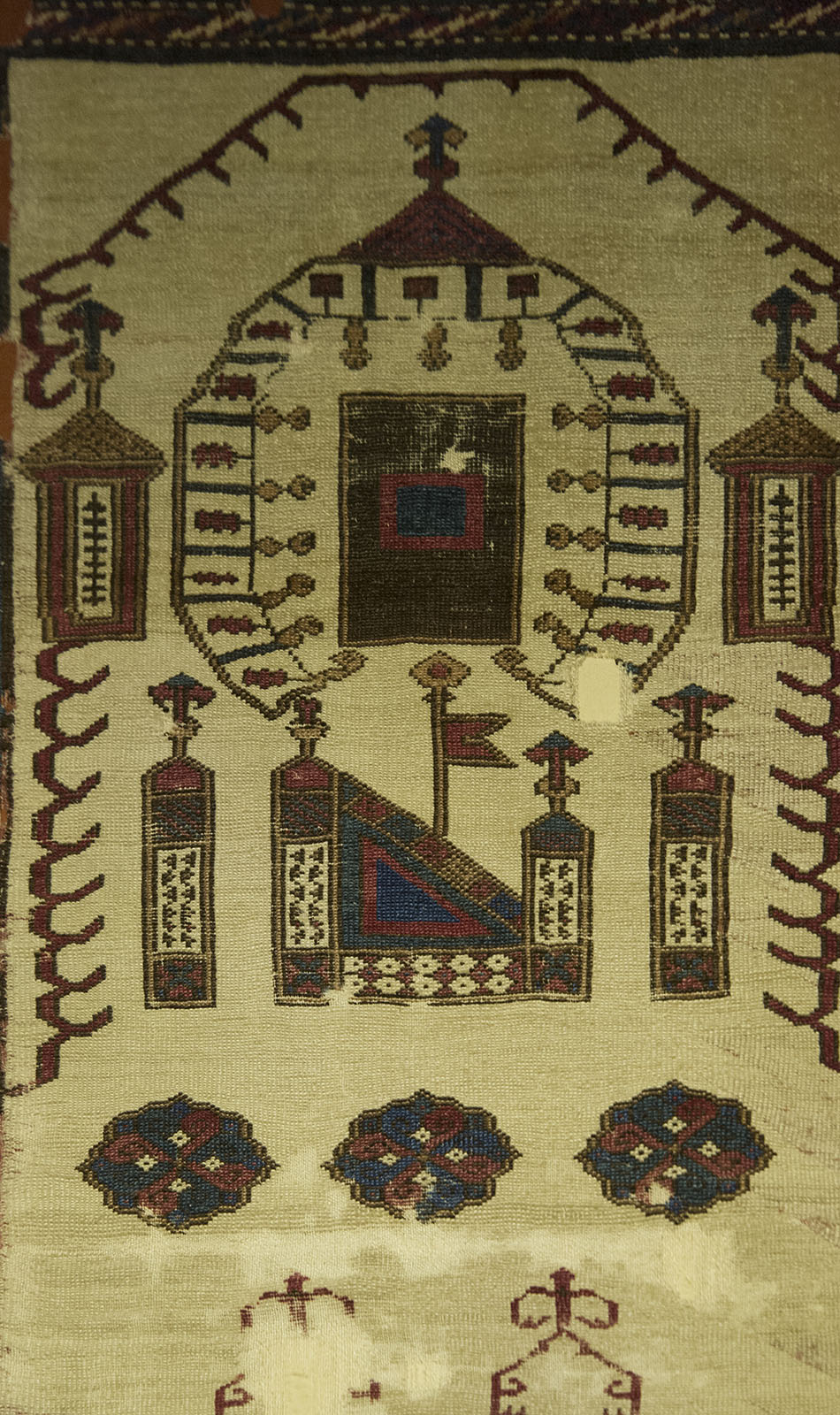
Tapis de prière figurant la Kaaba
Clés de la Kaaba
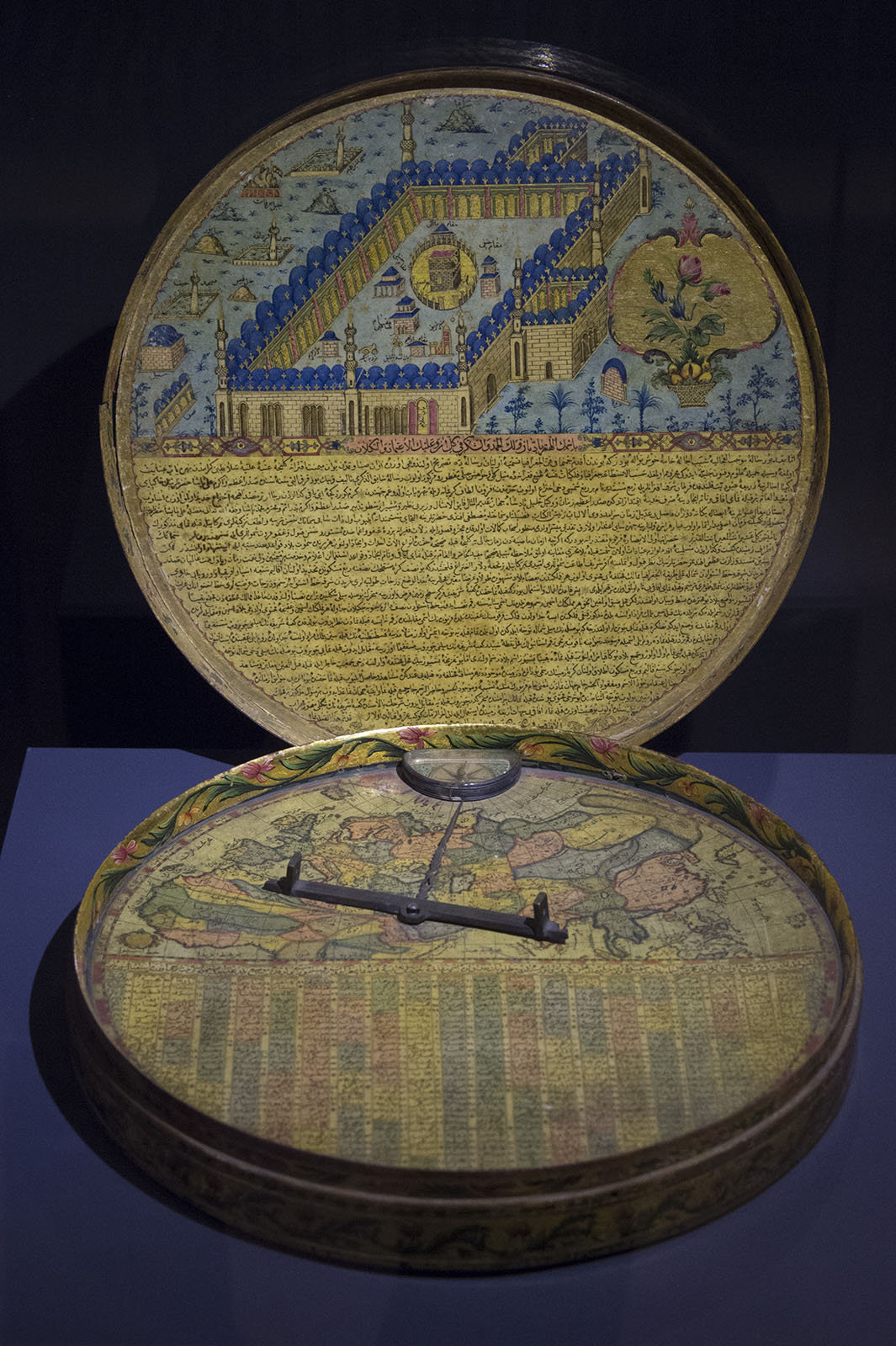
Qibla Numa
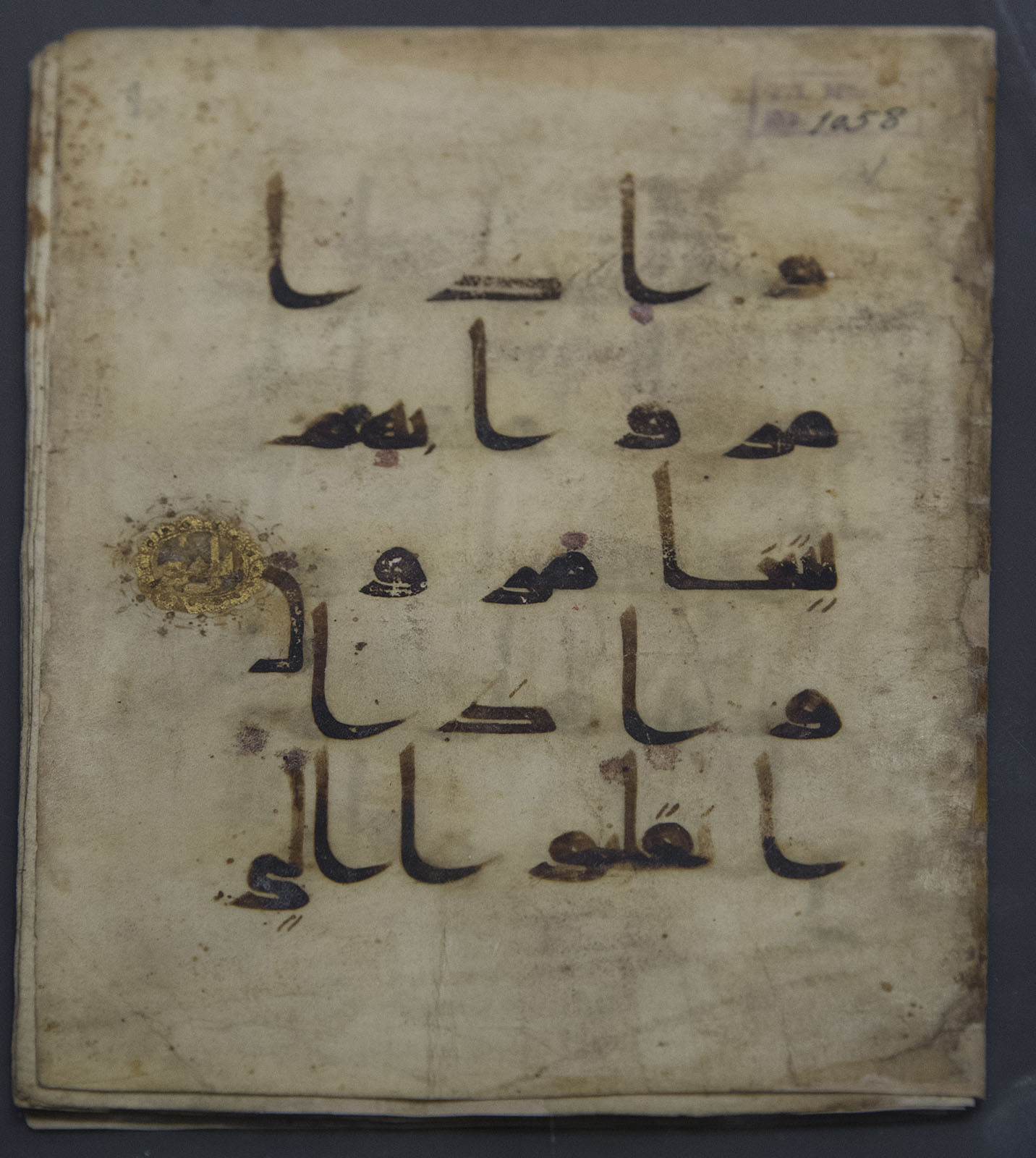
Un document de Damas
Bol des mendiants
Heurtoir de porte Cizre
Heurtoir de porte Cizre
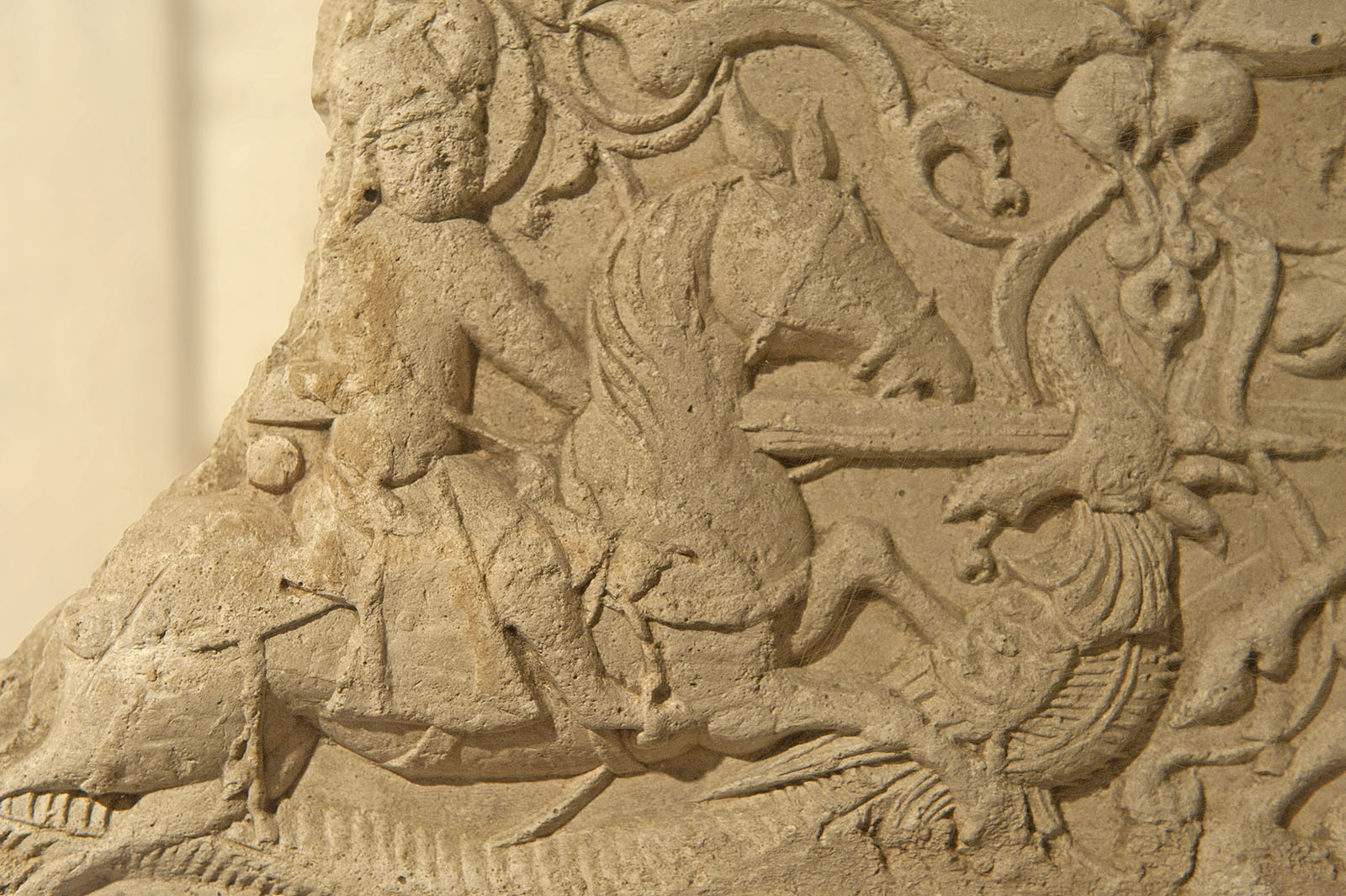
Lutte avec un dragon
Casque Seldjoukide
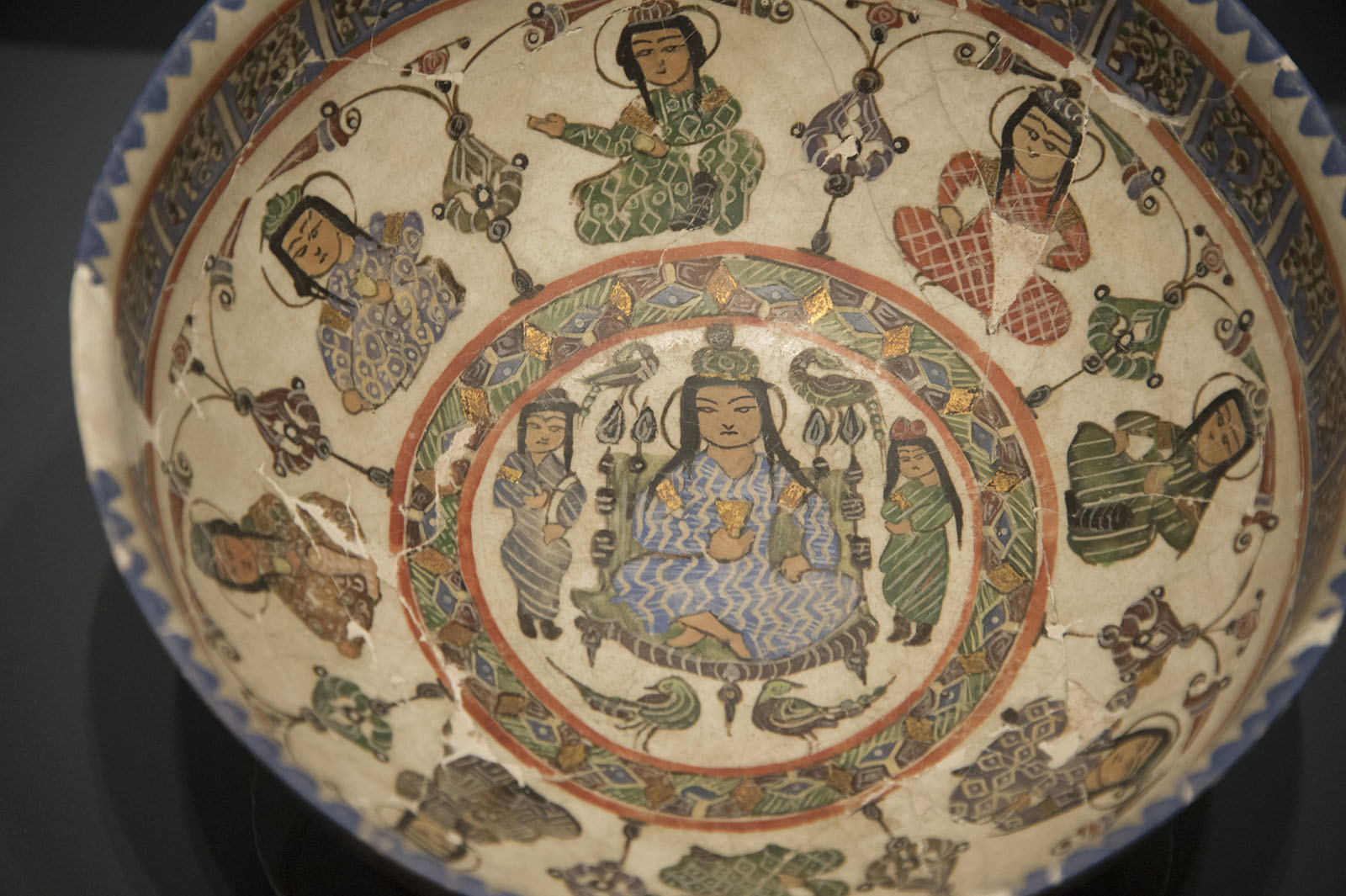
Bol seldjoukide
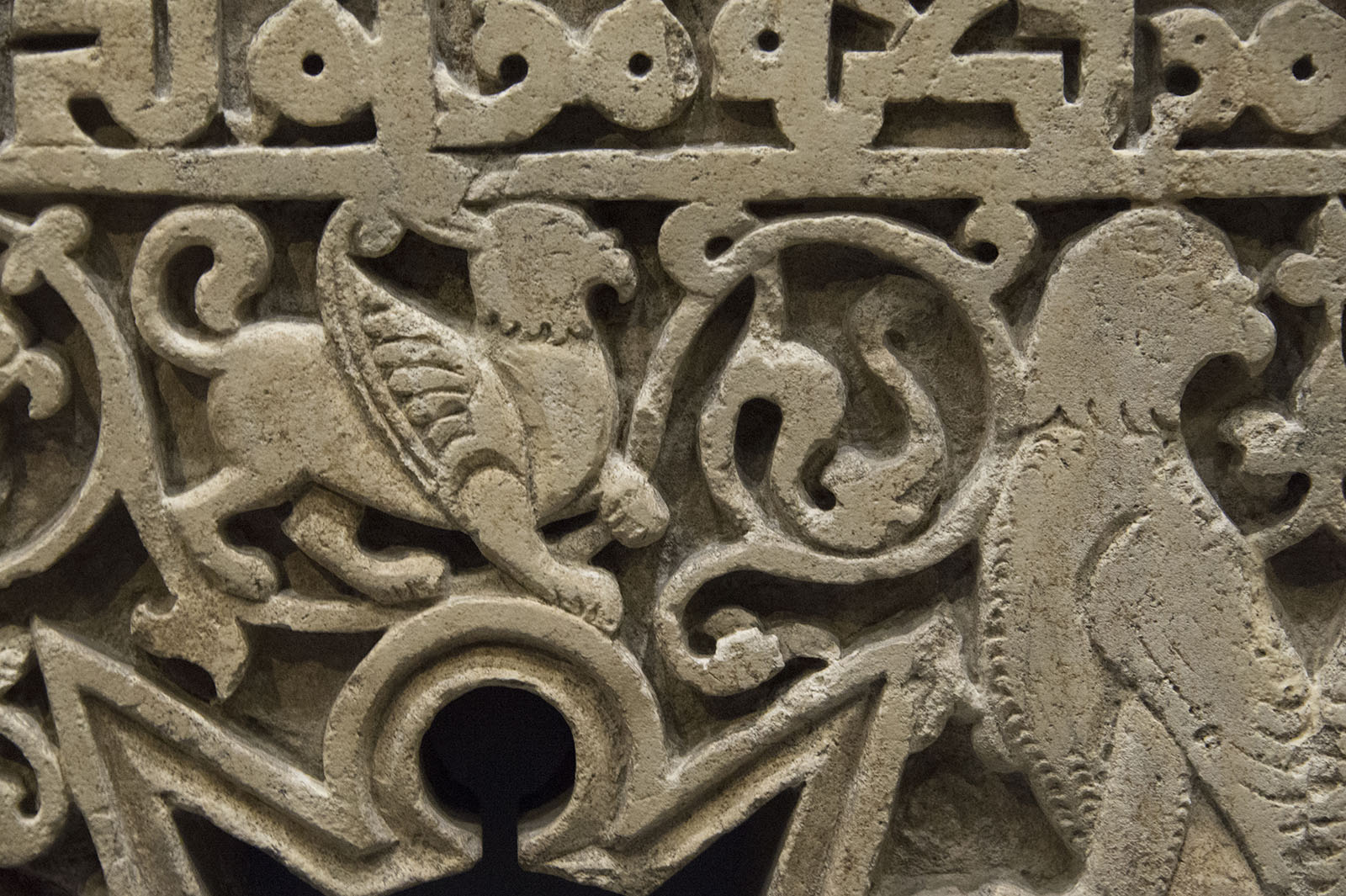
Détail de l'archivolte du Musée
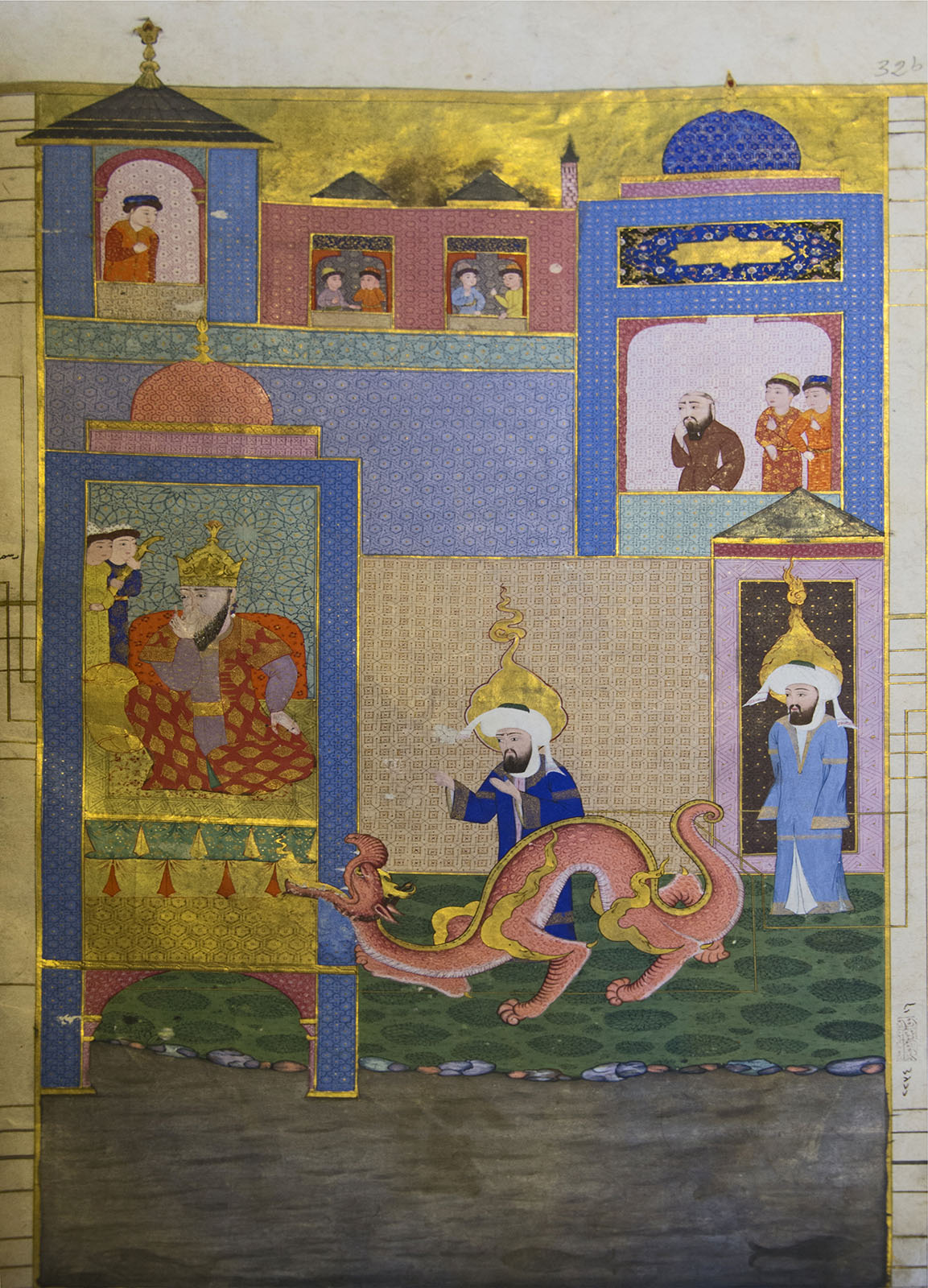
Illustration de livre
Lampe de mosquée
Selim II Tugra
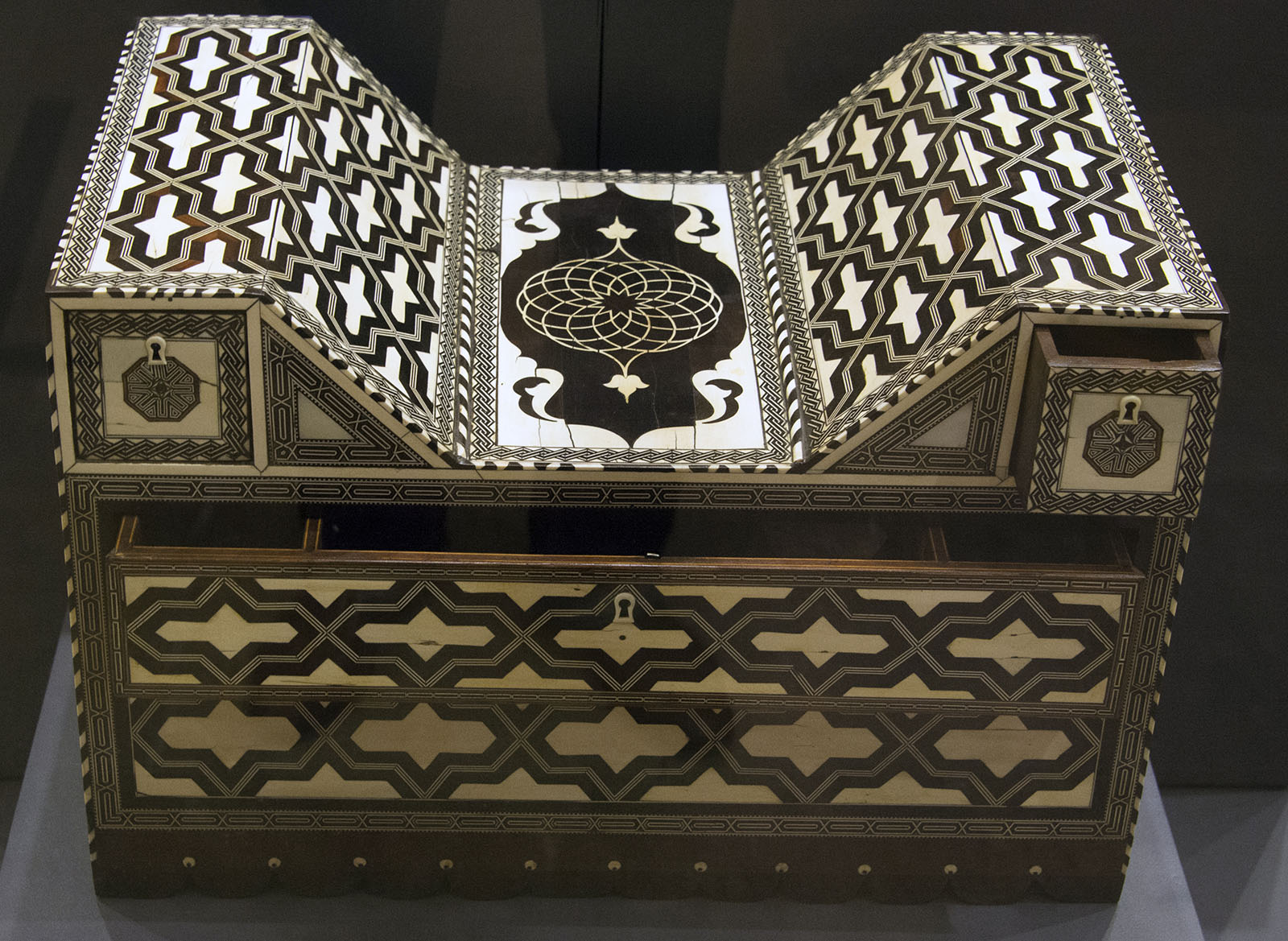
Coffre en bois incrusté
Vestiges de l'hippodrome